# Brugheas
Brugheas é uma comuna francesa na região administrativa de Auvérnia-Ródano-Alpes, no departamento Allier. Estende-se por uma área de 26,96 km². Em 2010 a comuna tinha 1 533 habitantes (densidade: 56,9 hab./km²).